# Хомицевич, Виталий Валерьевич
Виталий Валерьевич Хомицевич (род. 18 ноября 1978, Каменск-Уральский, Свердловская область, СССР) — российский мотогонщик, шестикратный чемпион мира по мотогонкам на льду. Заслуженный мастер спорта России.

## Биография
Родился в 1978 году в Каменске-Уральском. Отец Валерий Николаевич Хомицевич — мастер спорта СССР по мотокроссу и заслуженный тренер России. Младший брат Дмитрий Хомицевич — многократный чемпион мира по мотогонкам на льду.
Виталий Хомицевич пришел в мотоспорт в возрасте восьми лет. В девять лет победил в своих первых соревнованиях — первенстве Каменска-Уральского по мотокроссу в классе 50 см³. Тренировался под руководством отца.
Профессиональный мотогонщик с 1997 года. За время соревновательной карьеры завоевал несколько десятков наград на чемпионатах России, Европы и мира по мотокроссу и ледовому спидвею. Главное спортивное достижение — золото личного чемпионата мира по мотогонкам на льду 2003 года, которое он завоевал, опередив немца Гюнтера Буэра и другого россиянина, Владимира Лумпова.
В 1997 году в возрасте 19 лет стал мастером спорта России, в 2003 году — мастером спорта России международного класса. В 2005 году за высокие спортивные достижения и большой вклад в развитие мотоспорта удостоен звания «Заслуженный мастер спорта России». Завершил спортивную карьеру в 37 лет.
С 2015 года и по настоящее время является директором муниципальной школы по техническим видам спорта «Юность-ДОСААФ» в Каменске-Уральском. Основным направлением деятельности школы является подготовка спортсменов в дисциплинах мотокросс, картинг, BMX и водно-моторный спорт. В настоящее время воспитанниками школы является более 360 детей от 5 до 18 лет.
В 2023 году начал политическую карьеру, победив на выборах в Гордуму Каменска-Уральского по округу № 21.

## Главные спортивные достижения
Личный чемпионат мира по мотогонкам на льду — 1 место (2003 год)
Командный чемпионат мира по мотогонкам на льду — 1 место (2003, 2004, 2005, 2007, 2008)
Чемпионат Европы по мотогонкам на льду — 3 место (2001)